# Roman Schafnitzel
Roman Schafnitzel (* 1971 in Tettnang) ist ein deutscher Autor und Pädagoge.

## Leben
Roman Schafnitzel studierte Germanistik und Sozialkunde in Saarbrücken. Seit 2001 unterrichtet er als Lehrer an einer Integrierten Gesamtschule in der Pfalz. Schafnitzel lebte über 17 Jahre in Frankreich und beschäftigte sich in seinen Werken mit der deutsch-französischen Grenzregion.
2011 erschien sein erster Roman Am siebten Tag erschuf Gott die Vergänglichkeit. Dieser wurde vom VS-Rheinland-Pfalz-Saar mit dem Literaturpreis "Debüt des Jahres 2013" ausgezeichnet. Hierin wird das Schicksal eines Malgré-Nous erzählt.
Seit 2006 malt Schafnitzel experimentell mit Öl, Acryl, Airbrush und Collage und stellt seine Werke aus.
Er ist Mitglied im Literarischen Verein der Pfalz.

## Werke
- Die vergessene Collage des Ersten Weltkrieges. Edlef Köppen: Heeresbericht (1930), in: Schneider, Thomas / Wagner, Hans (Hrsg.): Von Richthofen bis Remarque: Deutschsprachige Prosa zum I. Weltkrieg, Amsterdamer Beiträge zur neueren Germanistik, Band 53, Rodopi, Amsterdam – New York 2003
- Am siebten Tag erschuf Gott die Vergänglichkeit. Rhein-Mosel-Verlag, Zell/Mosel 2011, ISBN 978-3-89801-227-0.
- Fliehende Träume. Salonlöwe-Verlag, Mainz 2014, ISBN 978-3-944571-44-7.
- Marias Tränen. SPICA-Verlag, Blumenholz 2024, ISBN 978-3-985031-66-5.
- Flucht. SPICA-Verlag, Blumenholz 2025, ISBN 978-3-985032-20-4.